# 181 (číslo)
Sto osmdesát jedna je přirozené číslo, které následuje po čísle sto osmdedesát a předchází číslu sto osmdesát dva. Římskými číslicemi se zapisuje CLXXXI.

## Chemie
- 181 je nukleonové číslo jediného přírodního izotopu tantalu.[1]

## Matematika
- nešťastné číslo
- nepříznivé číslo

- tvoří prvočíselnou dvojici s číslem 179
- součet pěti po sobě jdoucích prvočísel: 29 + 31 + 37 + 41 + 43

## Doprava
- Silnice II/181 je česká silnice II. třídy vedoucí na trase Dálnice D6-Svatava[2]

## Astronomie
- 181 Eucharis je planetka hlavního pásu.

## Roky
- 181
- 181 př. n. l.